# Liste der Flughäfen in Niger

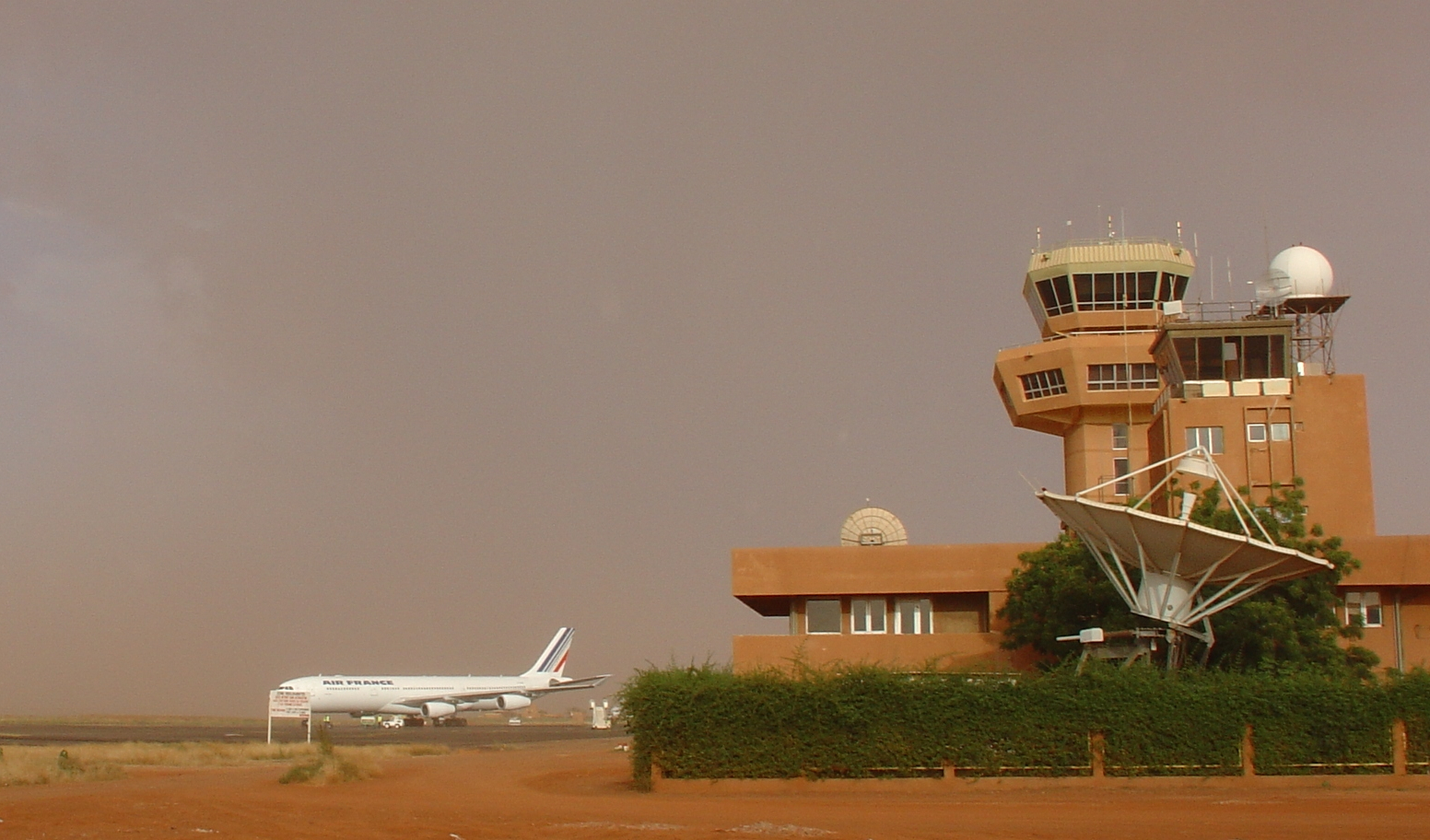
Flughafen Niamey

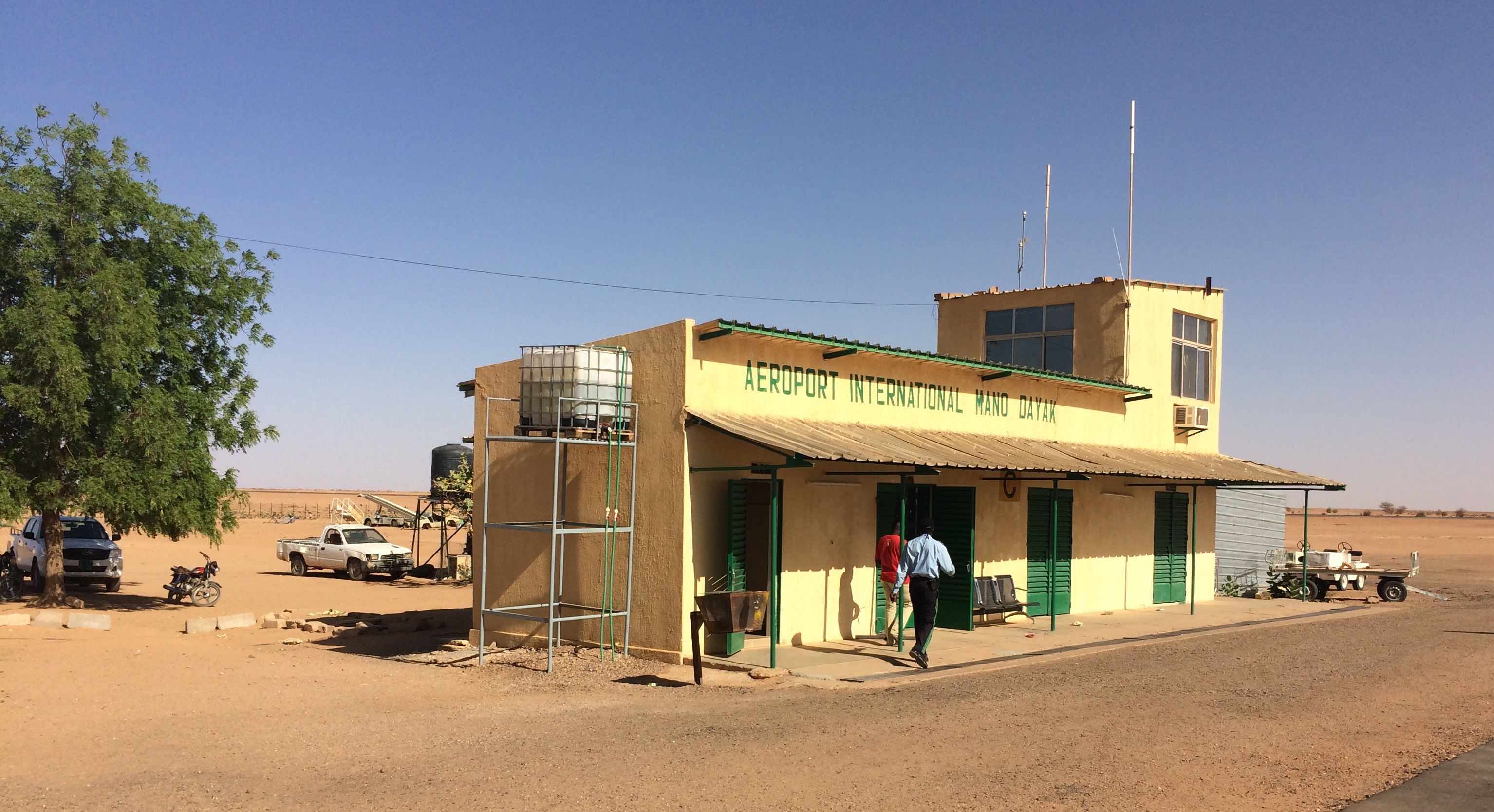
Flughafen Agadez

Die Liste der Flughäfen in Niger zeigt die zivilen Flughäfen des westafrikanischen Staates Niger, alphabetisch nach Orten aufgelistet.
| Ort          | ICAO-Code | IATA-Code | Name des Flughafens    | Lage     |
| ------------ | --------- | --------- | ---------------------- | -------- |
| Agadez       | DRZA      | AJY       | Flughafen Agadez       | Standort |
| Arlit        | DRZL      | RLT       | Flughafen Arlit        | Standort |
| Diffa        | DRZF      |           | Flughafen Diffa        | Standort |
| Dirkou       | DRZD      |           | Flughafen Dirkou       | Standort |
| Dogondoutchi | DRRC      |           | Flughafen Dogondoutchi | Standort |
| Dosso        | DRRD      |           | Flughafen Dosso        | Standort |
| Gaya         | DRRG      |           | Flughafen Gaya         | Standort |
| Gouré        | DRZG      |           | Flughafen Gouré        | Standort |
| Iférouane    | DRZI      |           | Flughafen Iférouane    | Standort |
| La Tapoa     | DRRP      |           | Flughafen La Tapoa     | Standort |
| Maïné-Soroa  | DRZM      |           | Flughafen Maïné-Soroa  | Standort |
| Maradi       | DRRM      | MFQ       | Flughafen Maradi       | Standort |
| Niamey       | DRRN      | NIM       | Flughafen Niamey       | Standort |
| Ouallam      | DRRU      |           | Flughafen Ouallam      | Standort |
| Tahoua       | DRRT      | THZ       | Flughafen Tahoua       | Standort |
| Téra         | DRRE      |           | Flughafen Téra         | Standort |
| Tessaoua     | DRRA      |           | Flughafen Tessaoua     | Standort |
| Tillabéri    | DRRL      |           | Flughafen Tillabéri    | Standort |
| Tillia       | DRRZ      |           | Flughafen Tillia       | Standort |
| Zinder       | DRZR      | ZND       | Flughafen Zinder       | Standort |